# NawaRo Straubing
NawaRo Straubing est un club allemand de volley-ball, section du club omnisports du FTSV Straubing (Freier Turn-und Sportverein Straubing), fondé en 1922 et basé à Straubing qui évolue pour la saison 2020-2021 en 1.Bundesliga.